# Stad Sauhadż ar-rijadi
Stad Sauhadż ar-rijadi (ang. Sohag Stadium) – wielofunkcyjny stadion w mieście Sauhadż, w Egipcie. Został otwarty w 1930 roku. Obiekt może pomieścić 20 000 widzów. Swoje spotkania rozgrywają na nim piłkarze klubu Nadi Sauhadż.